# Июнь 2008 года

Список событий июня 2008 года.

## События
- 1 июня
  - С космодрома имени Кеннеди произвёл старт шаттл «Дискавери» с 6 астронавтами из США и одним японским космонавтом. Основная задача экспедиции заключается в доставке на орбиту и установке на МКС основного модуля японской научной лаборатории Кибо.
- 2 июня
  - В Исламабаде (Пакистан) рядом с датским посольством раздался взрыв. В результате теракта погибли, по меньшей мере, четверо и ранено несколько десятков прохожих и служащих датского посольства. Нападки экстремистов на датскую дипмиссию начались после того, как в одной из газет Дании появилась карикатура на пророка Мухаммеда.
  - Главным тренером «Интера» стал Жозе Моуринью.
- 3 июня
  - General Motors заявила о намерении закрыть 4 завода по производству грузовых автомобилей и внедорожников в США, Канаде и Мексике в связи с резким повышением цен на топливо.
  - Совет Безопасности ООН одобрил резолюцию, которая даёт странам право бороться с пиратством у берегов Сомали.
  - В США завершились праймериз у демократов. Барак Обама объявил о своей победе над главным соперником — бывшей первой леди США, сенатором Хиллари Клинтон.
- 4 июня
  - Государственная дума предложила президенту и правительству РФ рассмотреть вопрос о выходе России из Договора о дружбе, сотрудничестве и партнёрстве с Украиной в том случае, если Украина реализует план по вступлению в НАТО. Один из пунктов этого договора признаёт государственными границами независимых России и Украины границы РСФСР и УССР.
- 5 июня
  - Задержанный накануне лидер основной оппозиционной партии Зимбабве «Движение за демократические перемены» Морган Цвангираи был отпущен полицией в четверг после звонка президента ЮАР Табо Мбеки.
  - Конституционный суд Турции вновь запретил ношение хиджаба в университетах страны, так как законодательное разрешение носить хиджаб подрывает основы светского государства.
- 6 июня
  - Парламент Японии официально признал айну национальным меньшинством со своими собственными языком, религией и культурой.
  - В граничащей с Россией китайской провинции Хэйлунцзян произошла масштабная утечка химических веществ, погибли по меньшей мере 3 человека.
  - Кунцевский районный суд Москвы удовлетворил заявление прокурора Республики Ингушетия и принял решение о прекращении деятельности сайта «Ингушетия. Ru».
  - Заместитель премьер-министра Израиля Шауль Мофаз, заявил, что нанесение Израилем удара по ядерным объектам Ирана выглядит «неизбежным», принимая во внимании неэффективность санкций против Тегерана. Это было второе за два дня жесткое и недвусмысленное предупреждение в адрес Ирана со стороны правительства Израиля, днём ранее с аналогичным заявлением выступил премьер-министр Эхуд Ольмерт. В свою очередь, госсекретарь США Кондолиза Райс высказалась против войны с Ираном.
- 7 июня
  - По меньшей мере 23 человека погибли в результате нападения угандийской повстанческой группировки «Армия сопротивления Господа» на деревню Набанга в Южном Судане.
  - Представитель госдепартамента США Шон Маккормак заявил, что отныне американская делегация выходит из Совета ООН по правам человека и будет участвовать в обсуждениях в Совете только в случаях крайней необходимости.
- 8 июня
  - 8 июня в Санкт-Петербурге завершился 12-й Международный Экономический Форум.
  - В городе Енакиево Донецкой области на шахте имени Карла Маркса прогремел взрыв.
  - Теннисист Рафаэль Надаль в четвёртый раз выиграл Открытый чемпионат Франции по теннису.
  - Правительство Южного Судана отказывается от посредничества между Угандой и повстанцами «Армии сопротивления Господа».
  - По неизвестным причинам прервал вещание единственный казахский спутник связи KazSat.
- 9 июня
  - В Санкт-Петербурге завершился XII международный экономический форум.
- 10 июня
  - В больнице немецкого города Нюрнберг умер писатель Чингиз Айтматов.
  - Катастрофа A310 в Хартуме.
- 11 июня
  - Успешно запущен космический гамма-телескоп GLAST.
  - Эстония, Греция и Финляндия ратифицировали Лиссабонский договор.
  - В Норвегии легализованы однополые браки.
  - Правительство Канады официально извинилось перед индейцами-аборигенами, за политику ассимиляции, которая проводилась в жизнь на протяжении почти ста лет: до 70-х годов 20-го века детей аборигенов насильственно помещали в интернаты.
- 12 июня
  - Сход 13 вагонов поезда Нерюнгри-Хабаровск (№ 326) под Шимановском Амурской области Россия[1].
- 13 июня
  - Китай и Тайвань восстановили авиасообщение между собой, прерванное с 1949 года.
  - В Южной Корее началась забастовка дальнобойщиков, требующих, чтобы им были компенсированы лишние расходы из-за повышения цен на топливо, повышены расценки за транспортировку и введён минимальный размер оплаты труда.
- 14 июня
  - Совершил успешную посадку шаттл «Дискавери».
- 16 июня
  - В Южной Корее строители присоединились к забастовке дальнобойщиков.
  - Вступила в силу Конституция Республики Косово.
- 18 июня
  - Верховный суд Южной Африки постановил, что живущие в стране китайцы являются чернокожими и попадают под действие программы Black Economic Empowerment.
  - Завершено расследование убийства журналистки Анны Политковской. По обвинению в убийстве перед судом предстанут три человека.
  - Китай и Япония подписали соглашение о совместной разработке газового месторождения Чуньсяо. Это месторождение расположено на спорной территории в Восточно-Китайском море.
- 19 июня
  - Президент Венесуэлы Уго Чавес пригрозил прекратить поставки горючего в страны Евросоюза в знак протеста против ужесточения закона о нелегальной иммиграции.
- 20 июня
  - Как минимум двое человек погибли в окрестностях Котабато в результате оползня, вызванного обрушившимся на южную часть Филиппин тайфуном.
  - Осуществлён пуск ракеты-носителя «Delta-2» с франко-американским океанографическим спутником «Джейсон-2» на борту.
  - Полиция Непала арестовала около 500 тибетцев, протестовавших против политики Китая.
  - Первый арабский чемпионат по хоккею на льду закончился победой команды ОАЭ, выигравшей в финале у сборной Кувейта со счётом 4:1.
  - После анализа снимков переданные зондом «Феникс» были обнаружены следы белого вещества, исчезающие под солнцем. Учёные НАСА предполагают, что это был водяной лёд.
- 21 июня
  - Похищен из своего дома глава миграционного агентства ООН в Сомали.
  - Повстанцы из «Движения за освобождение дельты реки Нигер» взорвали нефтяной трубопровод компании Chevron.
  - Тайфун Фэншэн:
    - В результате оползней и наводнений число жертв на Филиппинах увеличилось до 17 человек.
    - Во время мощного тайфуна, в районе острова Сибуян, близ центральной провинции Филиппин Ромблон пропала связь с паромом «Princess of the Stars», на борту которого находились 747 человек.

  - Евро-2008: команда России победила команду Голландии со счётом 3-1.
  - Не менее 50 тысяч человек приняли участие в массовом шествии со свечами в Сеуле, протестуя против намерения властей разрешить импорт говядины из США.
- 22 июня
  - Лидер оппозиционного Движения за демократические перемены (MDC) в Зимбабве Морган Цвангираи заявил, что не будет участвовать во втором туре президентских выборов.
  - Министр нефти и природных ресурсов Саудовской Аравии Али аль-Наими, выступая на конференции производителей и потребителей нефти в саудовском городе Джидда, сделал заявление, что Саудовская Аравия готова в июле увеличить объёмы добываемой в стране нефти.
  - Сергей Митрохин сменил Григория Явлинского на посту главы партии «Яблоко».
  - Найдены живыми 28 пассажиров и членов экипажа с парома «Princess of Stars», затонувшего накануне во время тайфуна «Фэншэн» на Филиппинах, судьба остальных человек неизвестна.
- 25 июня
  - Верховный совет судебного ведомства Италии признал антиконституционным дополнение к так называемому «пакету мер безопасности», которое среди прочего, предусматривает замораживание на год целого ряда дел, в случае если предполагаемое нарушение «не слишком серьёзно». В число подлежащих «заморозке» процессов попадает и дело, по которому проходит премьер-министр Италии Сильвио Берлускони.
- 26 июня
  - ICANN одобрила решение о регистрации доменов 1-го уровня для юридических лиц.
  - Билл Гейтс, основатель фирмы Microsoft, подал в отставку.
- 27 июня
  - Северная Корея уничтожила охладительную башню Ядерного научно-исследовательского центра в Йонбене в знак подтверждения намерений закрыть свою ядерную программу. Президент Буш в ответ заявил, что Вашингтон отменит ряд торговых ограничений в отношении Северной Кореи и, возможно, вскоре исключит её из списка стран, поддерживающих терроризм.
  - Катастрофа Ан-2 под Серпуховом.
- 28 июня
  - Авария Ан-2 в Краснодарском крае.
- 29 июня
  - Сборная Испании победила в чемпионате Евро-2008 одержав победу над сборной Германии со счётом 1:0.
- 30 июня
  - В целях борьбы с надвигающимся кризисом компания «Chrysler» прекратила выпуск четырёх своих моделей. Также компания объявила о закрытии с конца октября текущего года завода в Сент-Луисе, который занимается выпуском минивэнов.
  - Общенациональная забастовка шахтёров в Перу. Рабочие более 10 шахт остановили работу с целью оказать давление на конгресс для принятия закона по увеличению доходов и повышения пенсий.
  - Авария Ту-154 в Санкт-Петербурге: во время взлёта у самолёта разрушился двигатель. После этого происшествия компания Аэрофлот начала постепенный вывод из эксплуатации самолётов Ту-154.